# 瘦體波魚
瘦體波魚（学名：Rasbora leptosoma）為輻鰭魚綱鯉形目鯉科的一個種，分布於亞洲蘇門答臘，體長可達9.4公分，棲息在中底層水域，可做為觀賞魚。